# IL Runar
El IL Runar es un equipo de fútbol de Noruega que juega en la Cuarta División de Noruega, la quinta liga de fútbol en importancia en el país.

## Historia
Fue fundado en el año 1949 en la ciudad de Sandefjord como un club multi-deportivo que incluye secciones en atletismo, esquí y balonmano, la cual es la sección más exitosa de la organización, logrando el título nacional en la década de los años 1990s en varias ocasiones.
Su sección de fútbol no ha sido del todo exitosa, aunque sí ha estado en la Tippeligaen, cuya última aparición la tuvieron en la temporada de 1997, la cual sería la última luego de que al año siguiente se fusionaron con sus rivales del Sandefjord BK para dar origen al Sandefjord Fotball para que la ciudad de Sandefjord tuviera otra vez un equipo competitivo en la máxima categoría.
El club todavía existe como un club amateur en la quinta división.

## Jugadores destacados
- Morten Fevang